# Robert Allmers

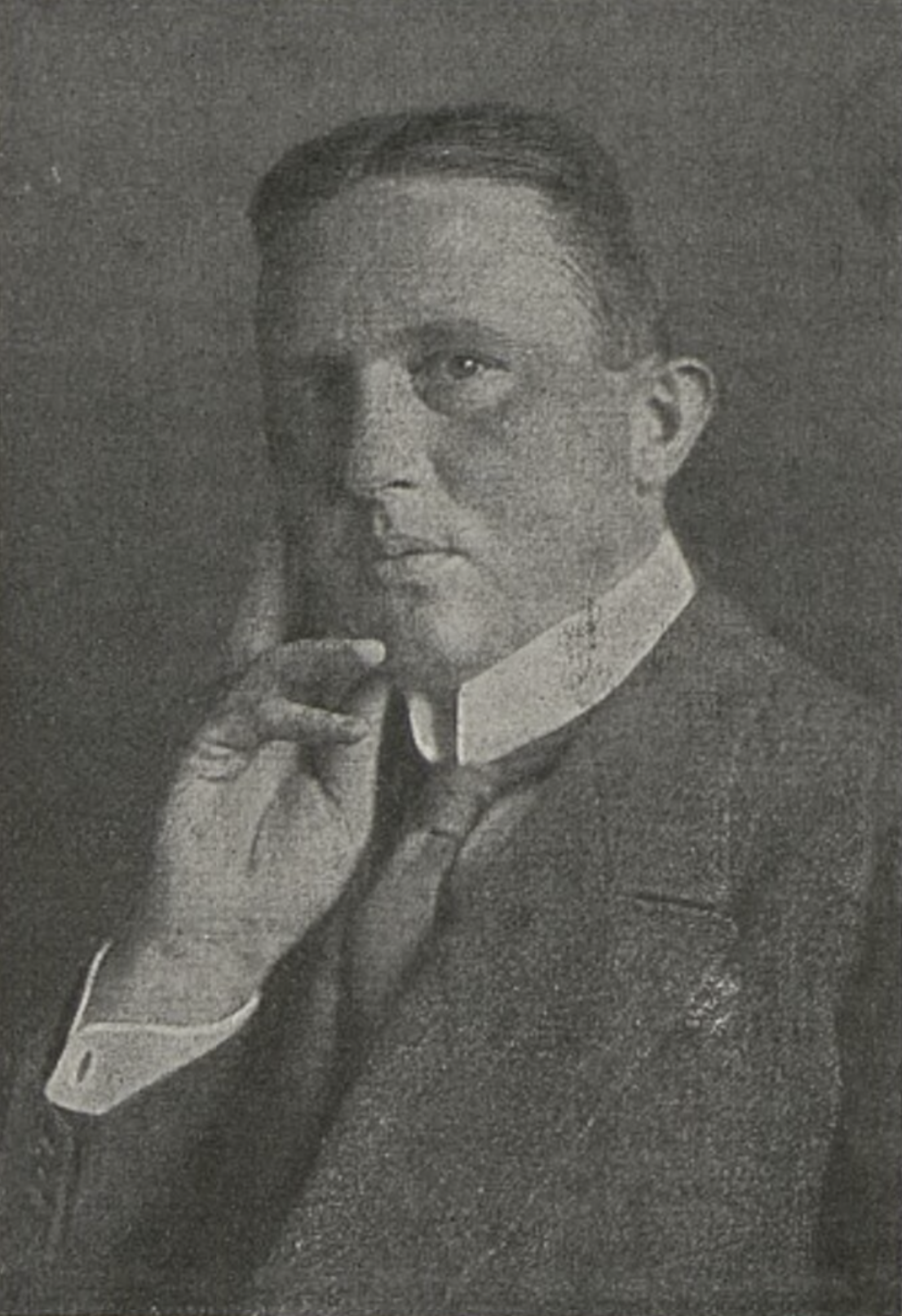
Robert Allmers (ca. 1917)

Robert Anton Hinrich Allmers (* 10. März 1872 in Absen bei Rodenkirchen im Stadland; † 27. Januar 1951 auf Burg Thurant) war ein deutscher Industrieller und von 1926 bis 1945 Präsident des Reichsverbandes der deutschen Automobilindustrie (RDA), der Vorgängerorganisation des Verbands der Automobilindustrie.

## Biografie

### Frühe Jahre
Allmers wurde als Sohn des Landwirts und späteren Zeitungsverlegers Adolf Allmers (1839–1904) und dessen Ehefrau Anna geb. Schmidt geboren. In seiner Schulzeit in Varel erlernte er bei dem bekannten Stenografen Ernst Ahnert die Gabelsbergersche Stenografie, die er später in seiner kaufmännisch-industriellen Tätigkeit anwendete. Er besuchte die Realgymnasien in Idar, Quakenbrück und Bützow, wo er sein Abitur ablegte. 1892 ging er an die Universität Freiburg und trat in seinem ersten Semester der Freiburger Burschenschaft Teutonia bei. Allmers studierte zuerst Geschichte, dann Medizin und entschied sich schließlich für Volkswirtschaft und Jura. 1894 wechselte er an die Universitäten Berlin und München, wo er zwei Jahre später mit einer wirtschaftshistorischen Arbeit über Die Unfreiheit der Friesen zwischen Weser und Jade bei Lujo Brentano promovierte. 1896 trat er in den väterlichen Betrieb in Varel ein, dessen Leitung er 1897 nach der Erkrankung des Vaters übernahm. Als Herausgeber und Schriftleiter des Gemeinnützigen, der schon unter seinem Vater das inoffizielle Organ der Fortschrittlichen Volkspartei (FVP) gewesen war, sorgte er für den Ausbau der Zeitung und schärfte ihr politisches Profil. Das parteipolitische Engagement von Allmers und des Gemeinnützigen zeigt sich besonders deutlich in der jahrelangen journalistischen Unterstützung für Albert Traeger, der von 1887 bis 1912 den Oldenburger Wahlkreis II als Abgeordneter der Linksliberalen im Berliner Reichstag vertrat. Allmers hatte darüber hinaus gute Kontakte zu Eugen Richter, dem damals führenden Repräsentanten der Freisinnigen Volkspartei im Deutschen Kaiserreich, und betätigte sich auch selbst politisch. So gehörte er von 1902 bis 1906 sowie von 1912 bis 1914 dem Vareler Stadtrat an und war 1903 als Reichstagskandidat der FVP für den Wahlkreis Aurich vorgesehen. Eine enge Freundschaft verband ihn – wie auch schon seinen Vater – mit seinem Großonkel, dem in Rechtenfleth an der Unterweser lebenden Marschendichter Hermann Allmers (1821–1902), über dessen schriftstellerische Tätigkeit der Gemeinnützige in zahlreichen Artikeln berichtete. Mit etwa dreißig Jahren begann Allmers, sich immer stärker für den Automobilbau zu interessieren.

### Engagement im Automobilbau

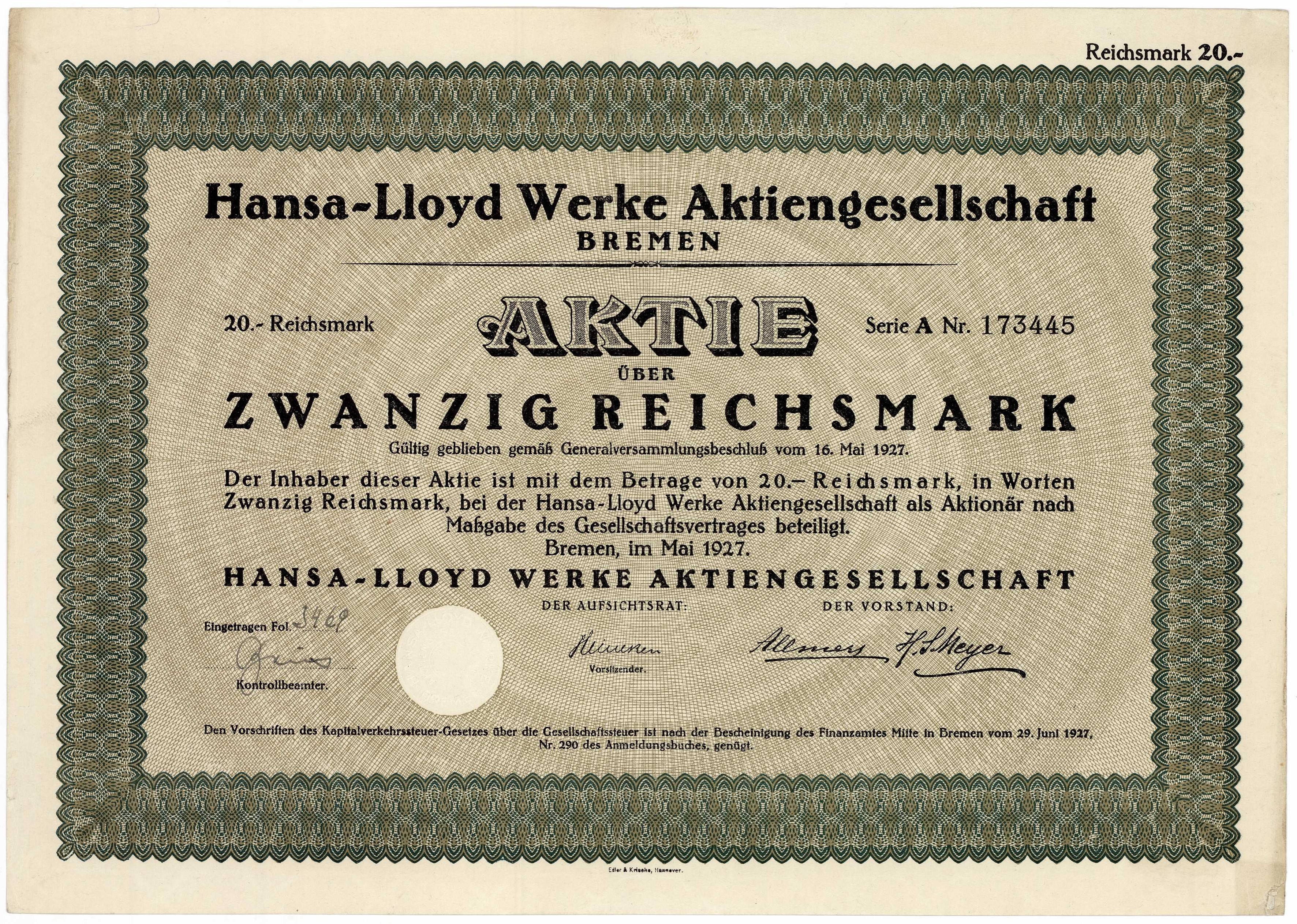
Aktie über 20 RM der Hansa-Lloyd Werke AG vom Mai 1927 mit Unterschrift vom Vorstand Robert Allmers

Am 1. Dezember 1905 gründete Allmers zusammen mit dem Ingenieur August Sporkhorst und seinem Schwiegervater, dem Bankier und Eisengießereibesitzer Franz Koppen, die Hansa-Automobil GmbH in Varel. Er selbst wurde kaufmännischer Direktor, während Sporkhorst die technische Leitung übernahm. Das Ziel der beiden Männer war zunächst die Konstruktion und der Bau eines billigen, leistungsfähigen Automobils für eine breite mittelständische Käuferschicht. Der von ihnen entwickelte Zweisitzer mit einem 9-PS-Motor erregte Aufsehen auf der Berliner Automobilausstellung von 1906 und wurde ein Verkaufserfolg. Das Unternehmen wurde jetzt laufend ausgeweitet und das Gesellschaftskapital sukzessive auf 2,6 Millionen Reichsmark 1912 erhöht. Um das notwendige Investitionskapital aufzubringen, lösten Allmers und Sporkhorst im März 1913 ihre GmbH auf und gründeten eine Aktiengesellschaft mit einem Kapital von 4,4 Millionen Reichsmark, in die sie den bisherigen Betrieb einbrachten und sich dadurch die Mehrheit sicherten. Da die Fabrikationsmöglichkeiten in Varel auf die Dauer nicht ausreichten, fusionierte die Hansa-Aktiengesellschaft im Frühjahr 1914 mit der stagnierenden und sanierungsbedürftigen Norddeutschen Automobil- und Motoren-AG, einer Tochtergesellschaft des Norddeutschen Lloyd. Die neue Firma, an der sich mehrere große Banken beteiligten, erhielt den Namen Hansa-Lloyd-Werke AG. Aus ihr entstand 1929 der Borgward-Konzern. Begünstigt durch große Rüstungsaufträge konnte die Produktion nach dem Ausbruch des Ersten Weltkrieges erheblich ausgeweitet werden. Die Belegschaft umfasste schon bald 5000 Arbeiter, die auf vier Werke in Bremen, Varel und Bielefeld verteilt waren. Allmers hatte durch die Fusion seine Aktienmehrheit verloren und verlagerte im Verlauf des Krieges seine Tätigkeit zunehmend auf die Verbandsarbeit. 1915 wurde er in den Vorstand des Vereins Deutscher Motorfahrzeug-Industrieller gewählt, der die Heeresaufträge sowie die vorhandenen Rohstoffe auf die einzelnen Unternehmen verteilte. Im Oktober 1918 entwickelte er in einer umfangreichen Denkschrift Vorschläge zum Schutz der deutschen Autoindustrie gegen die zu erwartende amerikanische Konkurrenz. Ebenso setzte er sich für die Bildung eines Syndikats der großen Hersteller ein, dessen wichtigste Aufgabe die Verringerung der Modellvielfalt sein sollte, wobei jedes Unternehmen nur einen einzigen Typ, diesen aber in großen Stückzahlen herstellen sollte. Er verwirklichte diese Ideen teilweise 1920 durch den Zusammenschluss der Hansa-Lloyd-AG Bremen, der Hansa-Werke Varel, der Berliner Nationalen Automobilgesellschaft (NAG) und der Brennabor-Werke zum Kartell Gemeinschaft Deutscher Automobilfabriken (GDA), das bis 1928 bestand. Aufgrund interner Auseinandersetzungen zog Allmers sich in diesen Jahren immer stärker aus der Hansa-Lloyd-AG und den Hansa-Werken zurück. Schließlich verkaufte er seinen gesamten Aktienanteil und konzentrierte sich ganz auf die Verbandsarbeit. Am 3. November 1926 wurde er zum Präsidenten des Reichsverbandes der Automobilindustrie (RDA) gewählt und übersiedelte nach Berlin. Er verstärkte die Öffentlichkeitsarbeit des Verbandes und erreichte 1931 die Gründung der Deutsche Automobil Treuhand GmbH (DAT), die eine allgemein anerkannte Regelung der Preise für Neu- und Gebrauchtwagen zum Ziel hatte.

### Wirken zur Zeit des Nationalsozialismus
Zum 1. Mai 1933 trat Allmers in die NSDAP ein (Mitgliedsnummer 2.655.423). 1934 wurde von der nationalsozialistischen Reichsregierung die Wirtschaftsgruppe Automobilindustrie ins Leben gerufen, deren Leiter ein Industrieller sein musste. Für Allmers, der inzwischen als bewährter Verbandsfunktionär galt, wurde der Posten eines ständigen Vertreters des Leiters der Wirtschaftsgruppe geschaffen, daneben behielt er die Führung des RDA, dessen Auflösung er verhinderte. Seine Tätigkeit während des Dritten Reiches wurde wissenschaftlich noch nicht abschließend beurteilt. Es scheint, dass sein Verhältnis zu den Machthabern von Anpassung und vorsichtiger Distanzierung gekennzeichnet war. Allerdings war er in seiner Funktion auch in engem Kontakt mit Führungsgrößen des Dritten Reiches und nahm vielfältige Repräsentationsaufgaben wahr, so hielt er neben Goebbels und Hitler in mehreren aufeinanderfolgenden Jahren Reden zur Eröffnung der Internationalen Automobil- und Motorradausstellungen in Berlin. Da sich die Hauptaufgaben während des Zweiten Weltkriegs auf das Rüstungsministerium und seine Ausschüsse verlagerten, hatte Allmers immer weniger zu tun und übersiedelte 1943 auf die Burg Thurant an der Mosel, die er schon 1911 erworben und zum Teil rekonstruiert hatte. Im März 1945 wurde er als ehemaliger Wirtschaftsführer verhaftet und in Reims interniert, aber bereits zwei Monate später nach einer schweren Erkrankung entlassen. Er zog sich daraufhin wiederum auf die Burg Thurant zurück, wo er 1951 starb.

### Familie
Allmers war zweimal verheiratet. 1899 heiratete er in Varel Martha Koppen (* 1876), die Tochter des Vareler Bankiers und Gießereibesitzers Franz Koppen. 1936 heiratete er Sophie Marie von Stülpnagel (1892–1973). Aus der ersten Ehe stammten sein Sohn Hermann und seine Tochter Irmgard Wulf-Allmers, die später den Verlag übernahm und den Gemeinnützigen herausgab.

## Schriftstellerische Tätigkeit
Neben seiner Tätigkeit als Unternehmer und Verbandsfunktionär war Allmers auch schriftstellerisch tätig. Neben einer Biografie des Industriellen Ernst Sachs und unveröffentlichten biographischen Skizzen zur Geschichte der deutschen Autoindustrie schrieb er seit 1930 mehrere Romane, die teilweise autobiographische Züge besitzen. Sein Nachlass befindet sich in Familienbesitz auf der Burg Thurant.

### Werke (Auswahl)
- Die Unfreiheit der Friesen zwischen Weser und Jade. Dissertationsschrift. Cotta. Stuttgart. 1896.
- Unsere Automobilreise, Varel 1904 (Privatdruck).
- Was der Deutschen Automobilindustrie not tut. Bremen 1918.
- Das deutsche Automobilwesen der Gegenwart. Hg. mit R. Kaufmann und C. Fritz. Reimer Hobbing Verlag. Berlin 1928.
- Unter dem Pseudonym R. Stühmer: Kampf um Thurant. Roman aus dem 13. Jahrhundert. Deutsche Verlagsanstalt. Stuttgart 1931.
- Unter dem Pseudonym A. Römers: Thurant. Romantisches Singspiel in drei Akten. Fischer & Jagenberg Verlag. Köln 1932.
- Rheinfahrt. Vaterländische Dichtung. Berlin 1933.
- Ernst Sachs. Großindustrieller 1867–1932. Schweinfurt Um 1933.
- Ernst Sachs. Leben und Wirken. Berlin 1937.
- Phantasien im Burgkeller: Eine Moselballade. Berlin 1942.
- Unter dem Pseudonym S.R. Stümers: Rona und Rochus. Burgverlag. Burg Thurant 1948.

## Allmers als Namensgeber
1921 erwarb Allmers ein später als Borgward-Haus bekannt gewordenes Landhaus im Bremer Stadtteil Horn-Lehe mit dazugehörigem Park. Nachdem Allmers 1931 Bremen verlassen hatte, wurde der dazugehörige Park als Allmers Park von der Stadt erworben und zusammen mit einer anschließenden Landfläche und dem südlich daran grenzenden Rickmers Park zum Rhododendronpark umgestaltet.
Anlässlich des 100. Geburtstages von Allmers stiftete der VDA-Vorstand 1972 die Robert Allmers-Medaille. Sie wird jährlich zum Teil auch an mehrere Personen für Verdienste um den deutschen Kraftverkehr verliehen.